# Пейно, Эмиль
Пьер-Жан-Эмиль Пейно (фр. Émile Peynaud, 29 (или 26) июня 1912, Бордо — 18 июля 2004, Таланс) — французский энолог, учёный и консультант. Считается «отцом современной энологии». Профессор института энологии университета Бордо. Во второй половине XX века внедрил принципиальные изменения в виноделии.

## Биография
Родился в семье механика Антуана Пейно и его жены Алексин, урождённой Ферье. Учился в начальной школе Бордо. В пятнадцатилетнем возрасте потерял отца. Чтобы прокормить мать и сестру, был вынужден бросить школу.  Эмиль смог устроиться в лабораторию ведущего производителя вина Кальве (фр. Maison Calvet).  Его непосредственным руководителем оказался молодой инженер-химик Жан Риберо-Гайон (1905—1991), и Кальве давал ему возможность учиться в свободное время. Первую научную статью Пейон опубликовал в 20-летнем возрасте в журнале Revue de viticulture.
Окончил университет Бордо в 1936 году и, по заданию Кальве, выполнил первый заказ на винификацию небольшого хозяйства в Медоке. Во время Второй мировой войны 5 лет провёл в Германии в плену. В 1948 году Риберо-Гайон возглавлял энологическую станцию, и Пейно присоединился к нему с условием, что сможет заниматься консультированием сторонних виноделов. Одновременно продолжал работу над докторской диссертацией, которую защитил в 1949 году, получив степень доктора-инженера.  Поступил на преподавательскую работу в университет Бордо. Лекционную деятельность совмещал с руководством научным отделом энологической станции в Бордо (1949—1977) . В 1977 году вышел на пенсию, но продолжал консультировать клиентов, часто бесплатно.
Среди его учеников — «отец итальянского виноделия» Джакомо Такис, Мишель Роллан, Патрик Леон, основатель парижской Académie du Vin Стивен Спурье.
С конца 1940-х годов консультировал винодельческие предприятия Бордо, как известные замки, так и мелких виноделов, и в этом качестве получил широкую известность во Франции и за её пределами, включая Италию, Испанию, США, Мексику, Чили, и пользовался огромным авторитетом у производителей вина. В частности, с его именем связано создание первых супертосканских вин.
Преобразования, которые внедрял Пейно, были по-настоящему революционными. Он настаивал на изменении срока сбора урожая и сортировке ягод по качеству, раздельной винификации партий винограда, контроле за температурой настаивания и брожения, на более трудоёмком уходе за виноградниками, включая такие приёмы, как прореживание гроздей, удаление листьев и подвязку побегов. Предлагаемые им методы настолько шли вразрез с повсеместной практикой, что в 1950-х и 1960-х годах их скептически называли «пейноизацией» Бордо. Между тем, благодаря его советам множество винодельческих хозяйств улучшили свои вина. Для популяризации своего метода Пейно в течение 20-ти лет еженедельно по понедельникам проводил бесплатные занятия по энологии.
Был членом Французского химического общества и общества экспертов-химиков (фр. Société des experts-chimiste). Эксперт и представитель во многих странах Международной организации виноградарства и виноделия.
Пейно был женат на Ивонн Жамо и имел двоих сыновей: Жан-Пьера и Даниэля. В последние годы жизни страдал болезнью Паркинсона. Умер в Талансе (пригороде Бордо) в возрасте 92 лет.

## Научная деятельность
Помимо деятельности в качестве консультанта, Пейно известен как учёный-исследователь и дегустатор вина. Он детально исследовал процессы, происходящие при производстве вина, чтобы добиться стабильного производства здорового вина с чистым вкусом.
В сотрудничестве с Жаном Риберо-Гайоном изучил и существенно усовершенствовал методы анализа вин, влияние агротехнических и агрономических практик на органолептические свойства вина. Пейно был убеждён, что качество вина прямо зависит от качества винограда. Он считал, что лучшее красное вино получается только из зрелого винограда и отстаивал необходимость более позднего начала сбора урожая, вопреки давней традиции виноградарей, опасавшихся осенних дождей. Обосновал необходимость тщательной переборки сырья (триаж), ввёл практику переработки и сбраживания винограда отдельными партиями (лотами) в зависимости от возраста виноградной лозы, местоположения виноградника и множества других факторов, которые приводят к получению ягод разного качества; такой подход позволил контролировать экстракцию танинов и антоцианов. 
Пейно считал, что фенолы, содержащиеся в тёмной кожице винограда, губительны для вкуса и текстуры вина, поэтому её следует отделять более тщательно, соблюдать срок мацерации и прессовать сырьё при умеренном давлении.
Совместные с Риберо-Гайоном исследования малолактической ферментации Пейно считал одним из своих важнейших вкладов в виноделие. Суть процесса заключается в превращении в молодом вине яблочной кислоты в молочную, при этом снижается кислотность и смягчается вкус вина. В 1950-х Пейно выделил бактерии, вызывающие яблочно-молочное брожение вина, которое, в соответствии с трудами Пастера, рассматривалось как порок вина, а высокая кислотность считалась залогом его долголетия. Посредством аналитических и органолептических исследований показал, что во многих случаях яблочно-молочное брожение улучшает качество и стабильность вина; сформулировал цели и задачи управляемой малолактической ферментации, разработал методы её стимулирования и контроля. Исследовал и обосновал практику ферментации вина при низких (12-14 градусов) температурах.
Дегустацию и оценку вкуса вина Пейно считал важной составляющей виноделия и занимался исследованием вкусовых ощущений при дегустации вин и пытался создать рационализированную терминологию для передачи этих ощущений.
Оппоненты Пейно, включая его ученика М. Роллана, критиковали проводимые им методы виноделия за то, что они обезличивают вино. Однако оказалось, что вина, изготовленные по таким технологиям, с возрастом проявляют исключительное качество и яркую индивидуальность. Пейно подчёркивал необходимость баланса элементов вина, чтобы все его составляющие — фруктовый вкус, танины, кислотность и крепость — находились в гармонии.

## Награды и признание
- Кавалер ордена Почётного легиона[1]
- Офицер ордена Академических пальм[1]
- Офицер ордена Сельскохозяйственных заслуг[1]
- «Человек года» по версии журнала «Декантер» (1990)[10]